# Shipston-on-Stour
Shipston-on-Stour is een civil parish in het bestuurlijke gebied Stratford-on-Avon, in het Engelse graafschap Warwickshire. De plaats telt 5038 inwoners.